# 아르헨티나 국민의회

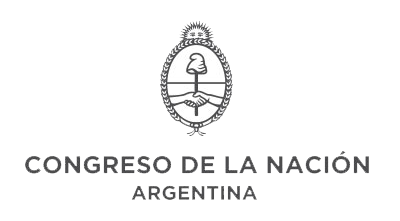
아르헨티나 국회 로고

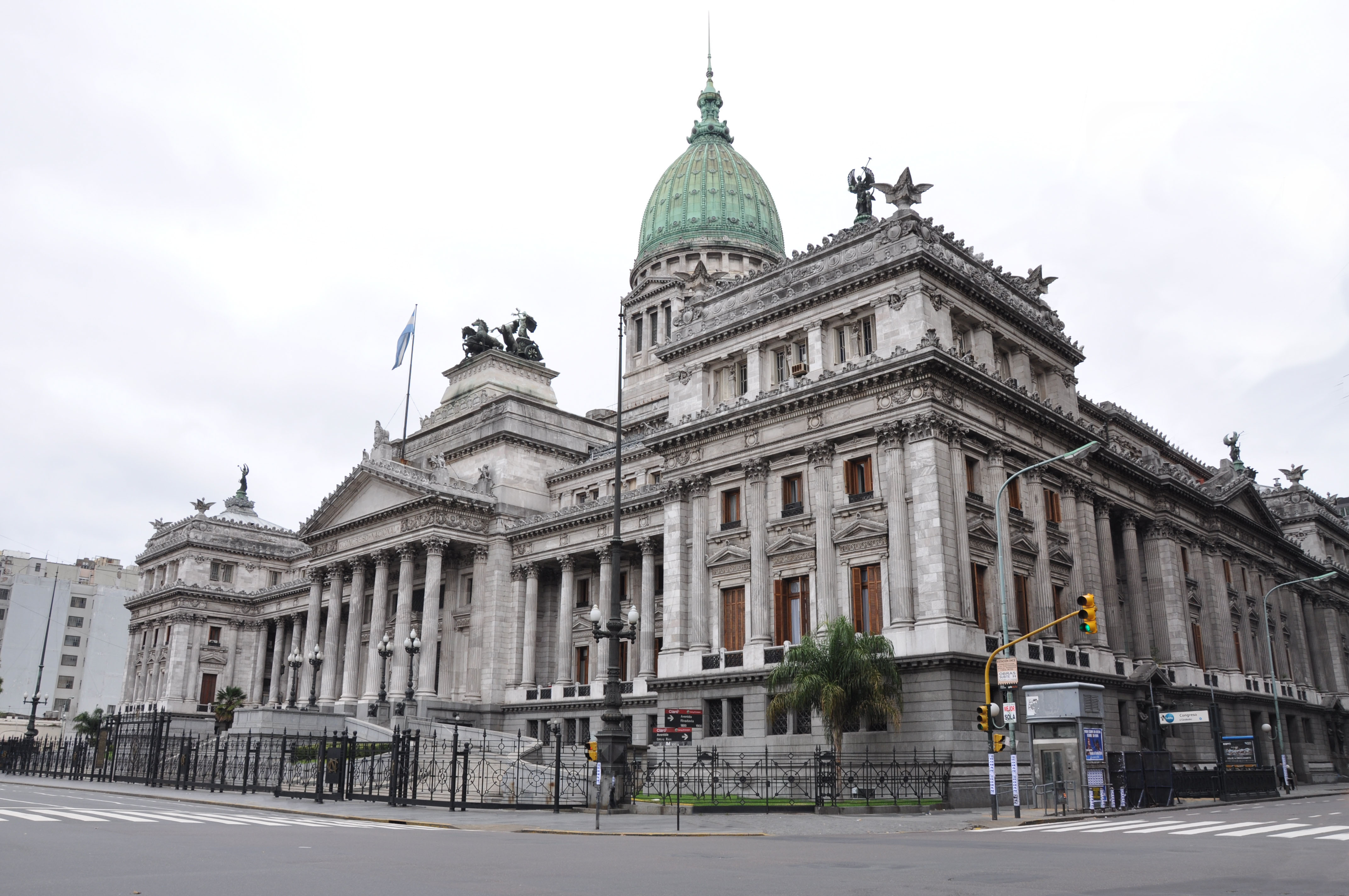
아르헨티나 국회궁전

아르헨티나 국민의회(스페인어: Congreso de la Nación Argentina)는 아르헨티나의 양원제 입법부이다. 72석의 상원과 257석의 하원으로 이루어진다. 부에노스아이레스의 아르헨티나 국회 궁전에서 모인다.

## 구성
- 아르헨티나 상원
- 아르헨티나 대의원